# Cryptocodidae
Cryptocodidae is een familie van ribkwallen uit de klasse van de Tentaculata.

## Geslacht
- Cryptocoda Leloup, 1938